# Manroland Goss Web Systems
Die Manroland Goss Web Systems GmbH ist ein Hersteller von Rollenoffsetdruckmaschinen mit Sitz in Augsburg. 2018 durch die Fusion von Manroland Web Systems und Goss International entstanden, beschäftigt das Unternehmen rund 1000 Mitarbeiter und erzielte im gleichen Jahr einen Umsatz von 293 Millionen Euro. Anteilseigner am Unternehmen sind die Possehl-Gruppe (51 %) und American Industrial Partners (49 %).

## Unternehmen

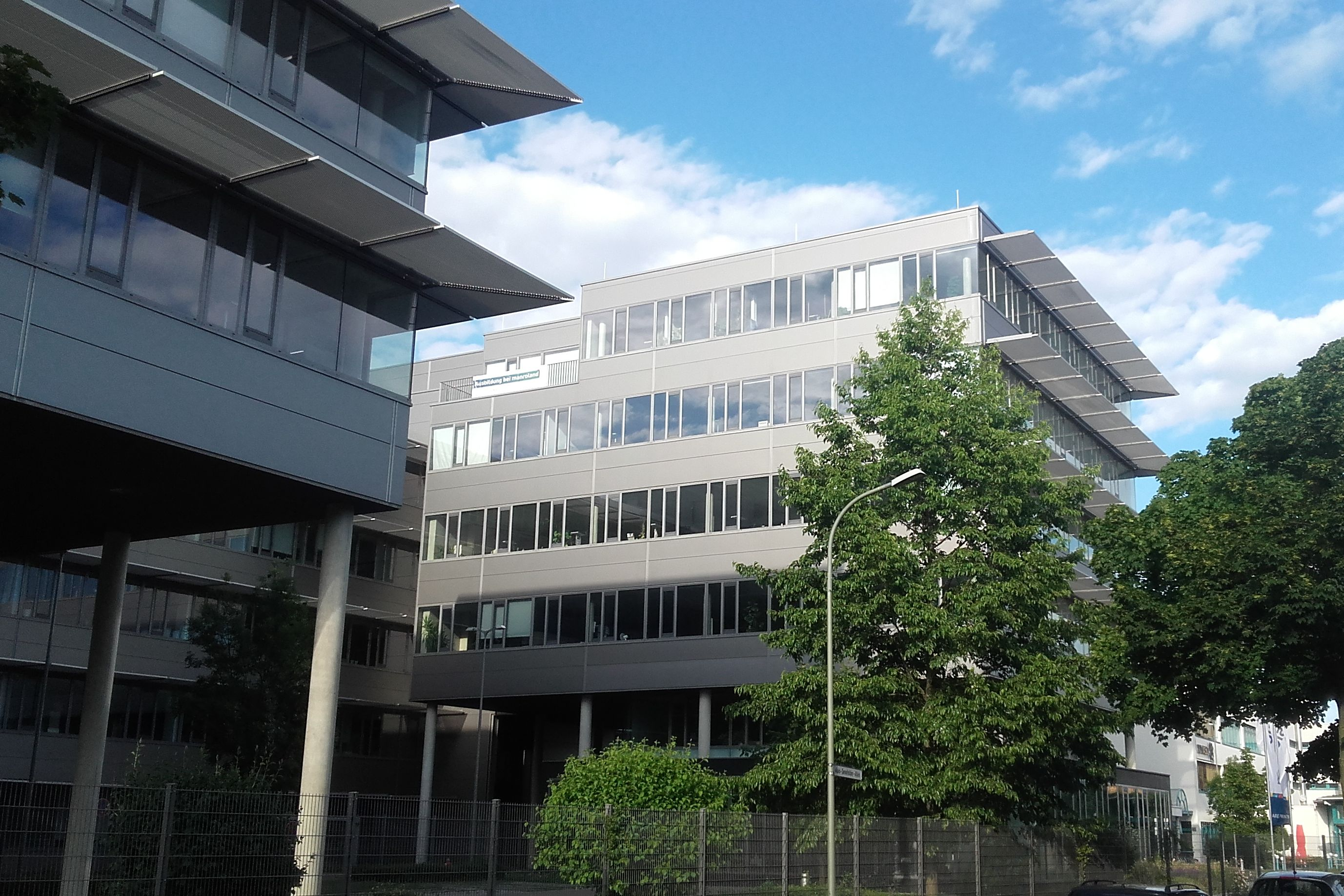
Manroland Goss Web Systems an der Alois-Senefelder-Allee in Augsburg (2020)

Im Jahr 2018 schloss sich Manroland Web Systems mit dem US-amerikanischen Rollenoffset-Hersteller Goss International zusammen und bildete die neue Marke „Manroland Goss“. Das ehemalige Goss-Tochterunternehmen Contiweb war nicht Bestandteil der Fusion und agiert nach dem Zusammenschluss als eigenständiges Unternehmen. Zusätzlich erwarb Manroland Goss web systems die vollständigen IP-Rechte von Harland Simon und die holländische Firma GWS Printing Systems.
Die Anzahl der Mitarbeiter von Manroland Goss Web Systems lag nach der Fusion 2018 weltweit bei über 1000 Mitarbeitern, 650 davon am Standort Augsburg. Für das Geschäftsjahr 2018 wurden Umsätze von 293 Millionen Euro erzielt. Der Umsatz von Manroland Goss Web Systems lag somit deutlich niedriger als der kombinierte Umsatz der beiden Vorgängergesellschaften, der 2016 noch bei 414 Millionen Euro lag.

## Produkte und Dienstleistungen
Neben verschiedenen Druckmaschinenlösungen für den Zeitungs-, Illustrations- und Verpackungsdruck sowie Digital Finishing, bietet das Unternehmen auch Service-Dienstleistungen wie Upgrades & Retrofits, TeleSupport, Maschinenumzüge, Reparaturen sowie Ersatzteile offline und online über die Plattform MARKET-X an.